# Oleg Snetkov

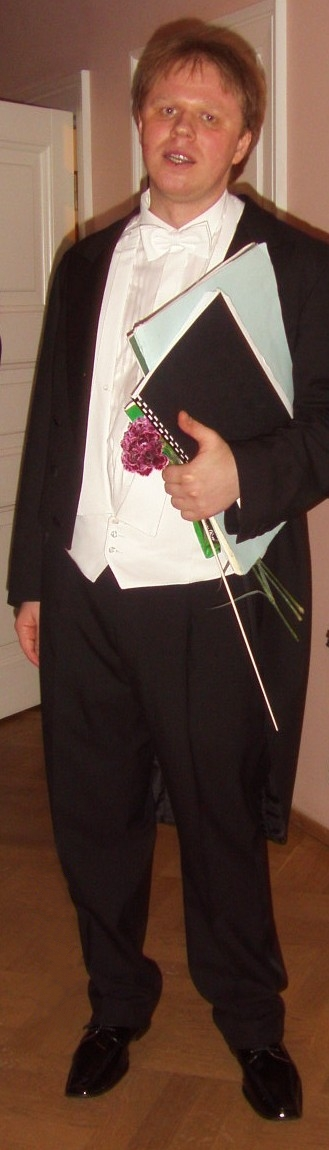
Oleg Snetkov nach seinem Konzert

Oleg Snetkov (russisch Олег Снетков; * 1974 in Leningrad) ist ein deutscher Dirigent russischer Herkunft.

## Leben
Im Alter von sechs Jahren begann Oleg Snetkov Violine zu spielen, später stieg er auf Bratsche um.
1992 zog er nach Deutschland und führte die Studien an der Hochschule für Musik und Theater Hamburg fort. Er erhielt einen Abschluss der Bratschenklasse bei Marius Nichiteanu im Jahr 2001.
Er wirkte während der Studienzeit im Orchester des Stadttheaters Lübeck mit, später bei den Hamburger Symphonikern. Er trat mit den Kammerensembles des Schleswig-Holstein Musikfestivals und den Musikern Frans Helmerson, Daniel Hope und Alexander Melnikov auf. Er nahm an Meisterkursen von Juri Baschmet teil und trat als Solist mit Orchestern aus Deutschland, Finnland und Russland auf.
Zeitgleich nahm er Dirigierunterricht bei Ilja Musin, Jorma Panula, Woldemar Nelsson, und setzte sein Studium danach an der Musikuniversität Bukarest (Rumänien) bei Dumitru Goia fort, wo er seine Aspirantur 2005 in der Klasse für Oper- und Symphoniedirigieren abschloss. Er war als Dirigent des Dortmunder Internationalen Orchesters tätig und leitete später das Orchester der Neuen Philharmonie Hamburg. Er arbeitete ebenfalls mit dem Metropolitan-Chor Pusan (Südkorea), der Bodø Sinfonietta (Norwegen), der Tapiola Sinfonietta (Finnland) und dem Theater der Staat Bodø (Norwegen). Außerdem wirkte er beim Sankt Petersburger Musikfestival der Eremitage (Sankt Petersburg) und in Konzerten im Tschaikowski-Museum in Klin (Russland), mit.